# Louis Thévenaz
Louis Thévenaz, né le 5 mai 1883 au Locle et mort le 5 août 1960 à Neuchâtel, est un archiviste et historien suisse.

## Biographie
Louis Thévenaz est né le 5 mai 1883 au Locle. Il est le fils d'Albert Thévenaz, horloger, et de Victoria Sophie, née Clerc.
Il travaille d'abord comme clerc chez un avocat établi à Neuchâtel, puis est employé par la Caisse cantonale d'assurance populaire. En 1903, il devient sous-archiviste du canton de Neuchâtel. Pendant la Première Guerre mondiale, il est brièvement responsable de la section du ravitaillement et du secours au Département cantonal de l'Industrie, de 1917 à 1918, avant de retourner aux Archives. Il fait partie des fondateurs de l'Association des archivistes suisses lors de sa création en 1922. En 1935, il est nommé archiviste de l'État de Neuchâtel, fonction qu'il conserve jusqu'en 1948.
Parallèlement à ses fonctions aux archives, il est conservateur du musée du château de Valangin de 1921 à 1932.

## Prix et reconnaissances
L'université de Neuchâtel lui remet le titre de docteur honoris causa en 1948.

## Publications
- Louis Thévenaz, Histoire de Neuchâtel, 1948.
- Louis Thévenaz, « De la Grotte au Palais de cristal », Nouvelles étrennes neuchâteloises,‎ 1923, p. 64-89
- Louis Thévenaz, Faussaires d'autrefois, Administration du Bureau de Contrôle de La Chaux-de-Fonds, 1954, 129 p.
- Nombreux articles dans le Musée neuchâtelois.